# Claude Basire
Claude Basire nebo Bazire (5. května 1764, Dijon – 5. dubna 1794, Paříž) byl francouzský politik, zástupce departementu Côte-d'Or v Národního konventu za Francouzské revoluce.

## Životopis
Basire byl původně prostý úředník v burgundském archivu. Po vypuknutí revoluce začal její myšlenky velmi rychle podporovat a v roce 1790 se stal členem dijonského direktorátu.
Byl zvolen poslancem za departement Côte-d'Or do Zákonodárného shromážděni. Stal se členem klubu kordeliérů. Hlasoval pro zrušení náboženských krojů a svobody vyznání, požadoval zabavení majetku imigrantů a odsuzoval existenci rakouského výboru. Žádal sesazení krále. Velmi aktivně se zúčastnil útoku na Tuilerijský palác dne 10. srpna 1792.
Departementem Côte-d'Or byl znovu zvolen členem Konventu, při několika příležitostech byl členem Výboru pro všeobecnou bezpečnost a byl jedním z členů Výboru pro veřejnou pomoc. Seděl na krajní levici Hory s Antoinem Merlinem de Thionville a Françoisem Chabotem, útočil na girondisty a odsoudil Brissota a Louveta. Během procesu s králem Ludvíkem XVI. hlasoval pro vinu, proti odvolání proti rozsudku k lidu, pro trest smrti a proti odkladu trestu. Navrhl dekret o povinném tykání. V únoru 1793 byl vyslán do Lyonu, kde se ukázal jako velmi umírněný. Během žádosti o obžalobu Marata nebyl přítomen. Hlasoval proti zprávě o dekretu, který rušil Komisi dvanácti, a navrhoval zřídit v departementech Výbory pro veřejnou bezpečnost. Žádal zatčení generála Custina.
Tím, že byl považován za příliš umírněného, upadl do podezření. Byl obviněn z toho, že se podílel na aféře falšování dekretu Konventu týkajícího se likvidace Východoindické společnosti. Nedokázal se plně ospravedlnit. Dne 17. listopadu 1793 byl zatčen a uvězněn ve věznici Luxembourg.
Revolučním tribunálem s dantonisty byl souzen od 13. do 16. germinalu roku II a spolu s nimi odsouzen k trestu smrti, popraven gilotinou a pohřben na hřbitově Errancis.